# Dark Wood
Dark Wood est une œuvre de musique de chambre pour basson, violon, violoncelle et piano de la compositrice américaine Jennifer Higdon écrite en 2001.

## Contexte et création
Jennifer Higdon a décidé d'écrire pour le basson, notamment car il n'a pas un répertoire de musique de chambre très important. Elle souhaitait que le basson soit l'instrument le plus mis en avant, tout en respectant le dialogue entre tous les instruments. Si la littérature pour cet instrument s'étoffe lentement, elle a quand même choisi d'explorer la virtuosité apte à cet instrument. Le titre fait référence au bois noir qui constitue le corps de l'instrument. L'œuvre est une commande de l'Ensemble de Chambre de Saint Luc, soutenue par la Fondation The Jerome.